# 基亞法
基亞法（英語：Khirbet Qeiyafa，阿拉伯語：خربة قيافة），也被稱為以拉要塞，在希伯來語中稱為Horbat Qayafa（希伯來語：חורבת קייאפה），是一座俯瞰古老堡壘城市以拉谷的遺址。其歷史可追溯至公元前 10 世紀上半葉。堡壘的廢墟於 2007 年被發現，距離耶路撒冷30 公里（20 英里）的以色列城市貝特謝梅什附近。它佔地近 2.5 公頃（6 英畝），周圍環繞著 700 米長（2,300 英尺）的城牆，城牆由重達8噸的石頭建造而成。以色列古物管理局於隨後數年繼續進行基亞法遺址的現場挖掘工作。